# 송진우 피살 사건

1945년 12월 31일자 동아일보. 송진우 암살을 보도

송진우 피살 사건은 1945년 12월 30일 새벽 6시 한국민주당 당수 송진우가 서울 원서동 자택에서 한현우 등 자객들의 피습을 받고 사망한 사건이다. 한국민주당을 창당하여 수석 총무가 된 송진우는 당 조직을 확대했으며, 군정에 협력했고, 그리고 망명 정객들과의 연계를 통해 정략적인 활동을 개시했다.
그러나 1945년 12월 27일 모스크바 삼상 회의 결과 발표된 조선의 미,소 양측의 5개년 신탁통치의 문제에 대해서는 김구가 이끄는 임시정부와 견해 차이를 나타냄으로써 마찰을 빚었고, 이로 인해 송진우가 신탁통치를 지지한다고 생각한 한현우(당시 34세)와 유근배(21세) 두 사람에 의해 피격 암살당하고 말았다.
하지는 송진우 암살의 배후로 김구를 지목하였다. 그밖에 장택상도 송진우의 암살범으로 김구를 지목하였고, 조병옥도 김구를 송진우의 암살 배후로 지목했다.

## 원인

### 모스크바 삼상회의와 신탁통치 문제
1945년 12월 27일 모스크바 삼상회의에서 한반도에 대한 남북한 분할 신탁통치가 결정되었다.
12월 29일 저녁 송진우가 경교장을 찾아와 김구와 만났다. 송진우의 전기작가는 그가 김구로 하여금 신탁통치 문제에 관하여 미군정과 정면대결을 피하게 하려고 시도했다고 말하였다. 브루스커밍스에 의하면 김구는 경교장을 방문한 송진우가 반탁운동에 가담하도록 설득시키는 데 실패한 것이 분명하며 송진우가 여진히 미국치하의 후견기간을 주장하고 있다는 확신을 받은 것 같다고 보았다. 송진우는 5개년간 신탁통치를 받아야 한다고 역설하였다 한다.
송진우는 미국을 적으로 돌리면 공산당이 어부지리를 얻는다는 생각에서 김구와 맞섰다. 송진우의 이러한 주장이 신탁통치를 찬성하는 것이라고 착각한 김구의 추종자들은 1945년 12월 30일, 그를 자택에서 저격, 사살했다. 12월 29일 저녁 10시부터 경교장에서 열린 임시정부 요인과 우파 회의에서 신탁통치에 반대하되 그 방법은 직선적, 감정적이기보다는 신중하고도 합리적이어야 함을 역설했다.
한국민주당에서는 신탁통치를 놓고 탁치에 반대하는 시각과 신탁통치 불가피론을 역설하는 입장이 나타났는데, 전자의 대표는 김성수였고, 후자는 송진우였다. 우선 송진우는 임시정부가 미군정에 도전하는 것은 어리석은 행위라고 충고했다. 이는 12월 29일 저녁 12시부터 열린 경교장의 회의에서도 표현되었다. 경교장에서는 미군정을 타도하자는 여론이 강하게 나왔고 송진우는 미군정을 무조건 적대시하다가는 상대방에게 유리한 일만 할 것이라며 당분간의 신탁통치는 불가피하다는 의견을 피력하였다.
12월 29일의 경교장 회의에 앞서 송진우는 12월말 그는 한 미국계인사와의 인터뷰에서 주한 미군이 주둔해야 함을 역설하기도 한다.
| “ | 우리들은 미군이 적어도 2년 동안은 머물러 있기를 원한다. 만일 미군이 지금 떠나게 되면 공산주의자들이 권력을 잡게 될 염려가 있다. 왜 그러냐 하면 그들은 우리들보다 조직이 더 잘 되어 있기 때문이다. | ” |

미군정에 도전할 경우 우익 진영에게 정권을 넘기지 않고 제3의 세력에게 정권을 넘길 수도 있다고 내다봤다. 탁치의 불가피성을 역설했지만 송진우는 자신을 적극적인 탁치론자나 신탁통치에 지지하는 것으로 몰고 가는 여론을 불쾌히 여겼다. 송진우가 군정의 주둔을 어쩔수 없는 기정사실로 받아들이면서 서울 거리에는 '송진우 타도' 등을 적은 벽보와 삐라가 대량으로 살포되어 있었다.
조카 송영수는 정국이 흐려지고 이상한 소문이 돌 뿐 아니라 집 주위가 어수선해지자 문단속을 제의했는데 송진우는 응하지 않았다. 문을 안으로 걸까요?라는 송영수의 질문에 송진우는 문을 왜 거느냐? 그냥 내버려 둬. 라고 대답했다.

### 임시정부와 송진우간 갈등
1945년 12월 중순 송진우는 한민당 수석총무로서 임시정부 요인들에 대한 환국 환영 준비회를 겸한 간담회를 서울 관수동 근처 국일관에서 열었다. 김구, 김규식, 이시영, 조소앙, 신익희, 조완구, 엄항섭을 비롯한 임정 요인이 전원 초대된 자리였다. 임정 내무부장 신익희가 '국내에 있던 사람은 크가나 작거나 간에 모두 친일파'라고 했다. 지금까지 국내에서 친일을 하지 않고서는 어떻게 생명을 부지할 수 있었겠느냐고 말했다. 그러자 좌석은 싸움판으로 변하였다.
장덕수는 '해공! 무슨 소리를 그렇게 하는 거야? 아니 국내에 있던 사람은 다 친일파라니? 임정 요인들은 그런 색안경을 쓰고 우리 국민들을 보고 있었나? 내 참 기가 막혀서..... 그렇다면 해공, 난 어김없는 숙청감이군 그래'라며 거칠게 항의하였다. 이에 송진우는 신익희를 설득하였다.
| “ | 여보 해공! 표현이 좀 안됐는진 모르지만 국내에 발붙일 곳도 없이 된 임시정부를 누가 오게 하였기에 그런 큰 소리가 나오는 거요? 소위 인민공화국 작자들이 했을 것 같아? 천만에요. 해외에서 헛고생을 했군. 해방된 우리 국민들에게 임시정부를 떠받들도록 하는 것이 3.1 운동 이후 임시정부의 법통 때문이지 노형들 개인을 위해선 줄 알고 있소? 여봐요, 중국에서 궁할 때 뭣을 해먹고 살았는지 여기서 모르고 있었는 줄 알어? 국외에서는 배는 고팠을 테지만 마음의 고통은 국내사람들보다 오히려 적었을 거 아니야? 가만히들 있기나 해요. 하여간 환국했으면 모든 힘을 합쳐서 건국에 힘쓸 생각들이나 먼저 하도록 해요. 국내 숙청 문제 같은 것은 급할 것 없으니 임정 내부에서 이러한 말들은 삼가도록 하는 것이 현명할 거요! | ” |

그로부터 임정측의 친일파 숙청론은 고개를 숙였다. 송진우 측은 정치적 헤게모니와 친일파 문제 등으로 중경 임시정부측과 갈등이 적지 않았고, 이러한 갈등은 송진우측의 중경임정측에 대한 과거의 이미지가 크게 바뀌었음을 말해주는 것이었다. 또한 반탁투쟁이 반 미군정 투쟁으로 되어서는 안된다는 그의 미군정과 밀착된 그의 입장은 중경임정측의 즉각 정권 인수 의지와 대립될 수 있었다.
송진우는 모측의 위협을 받았으며 미군정 CIC가 이를 경고를 하였다. 그리고 그의 보디가드들이 항상 경계태세에 있었다.

## 경과

송진우

김구

송진우와 임시정부 측의 면담은 12월 30일 새벽4시에 끝났으며 두 시간 후 송진우는 자택에서 청년단의 저격을 받고 암살당했다. 1945년 12월 30일 새벽 6시 15분에 서울 원서동 자택에서 한현우(韓賢宇) 등의 저격을 받고 암살당했다. 범인은 한현우, 유근배 등 6명이었고 이들이 쏜 탄환 13발 중 6발이 명중했다. 총탄은 얼굴에 1발, 심장에 1발, 복부에 3발, 하관절에 1발이 관통했다. 이들에게 총은 건네준 사람은 전백으로 '영화(永和)기업사'라는 해운회사를 차려 사장을 지냈던 사람이다. 전백은 배후는 자신이라고 주장했다.
하지는 송진우 암살의 배후로 김구를 지목하였다. 브루스 커밍스나 리처드 로빈슨 역시 배후로 김구를 지목하였다.
송진우를 암살한 암살범중의 한 사람인 한현우는 후에 송진우가 미국의 후견을 지지한 것이 자신의 저격 동기였다고 말했다. 한현우는 진술하기를 배후는 없었으며 김구와 이승만이 자신들을 의거를 단행한 의사로 칭찬해 주었다고 주장했다.
한편 병원 통원치료차 송진우 집에 왔다가 자객들을 추격하던 외사촌 양신묵은 달아나던 범인들이 휘두른 칼에 맞고 치료를 받게 되었다. 양신묵은 당시 상황을 '29일 저녁 형님과 둘이서 취침하게 되었는데 아침 4시쯤 잠이 깨어 두어대 담배를 피우고 이런 저런 얘기를 나누다가 5시쯤 다시 잠이 들었다. 6시가 될까 말까 해서 돌연 인기척이 뒤꼍에서 났다. 이 때 형님은 ‘누구요?’하고 평상 말투로 소리쳤으나 아무 대꾸도 없었다. 뒤이어 마루의 덧 유리창문이 열리더니 난데없는 육혈포 소리가 방안에 가득하였다.내 기억으로는 예닐곱 발 쏘는 소리가 났는데 형님은 아무 말 없이 태연자약하게 쓰러졌다. 그 뒤는 아무 것도 모른다.'고 증언하였다.
다른 증거는 한현우를 김구와 연결시켰고, 커밍스는 한현우의 배후를 김구라고 보았다. 미군정청 하지 사령장관은 송진우 암살의 배후로 김구를 지목하고 1946년 1월 1일 김구를 소환하여 경고를 주었다. 범인은 한현우(당 34세), 유근배(당 21세) 외 5명이었다. 그밖에 여운형의 암살범이었던 월남 청년 출신 백의사 한지근(본명 이필형)은 한때 한현우의 형의 집에서 숙식을 해결하고 있었다.

### 범인 체포
저격 사건이 발생하자 건넌방에서 자던 양자 송영수와 하인들은 암살범들을 추격했고, 암살의 주범인 한현우와 주요 범인인 유근배를 검거하고, 나머지 공범 4명도 4개월 뒤 군정청 경찰에 의해 검거, 체포되었다.
당시 장택상 수도경찰청장은 수사에 박차를 가한 결과 이듬해 2월 13일 송진우의 경호원을 맡던 이들의 동정을 살피고 있던 형사로부터 '전에 고하의 경호원으로 있었던 김일수(金日洙)가 해안경비대에 입대한다'는 정보를 입수하게 되었다. 수도경찰청장 장택상은 미군 스톤 부장의 양해를 얻어 미군 두 명을 해안경비대에 파견하는 한편 경찰관들을 서울역 주변에 잠복시켰다.
1946년 2월 13일 오후 2시 경찰은 정종칠(鄭鍾七)과 경비대에 입대하게 된 김일수를 검거하고 취조를 개시하였다. 그 결과 생존시 송진우의 경호원이었던 백남석(白南錫), 김의현(金義賢), 신동운(申東雲), 박민석(朴閔錫), 유근배 등이 1945년 11월 말경에 서로 의견이 충돌하여 경호원에서 물러난 점을 알아냈다. 한편 김일수의 진술 중에 김일수가 시내 종로 모처에서 김의현을 만나 송진우의 암살을 물었을 때 김의현이 "그건 왜 묻느냐? 누구면 알아서 뭘 어쩔 작정이냐? 그만 두어라."라고 답했다고 진술했다. 김일수의 진술로 김의현이 암살범에 대해서 안다고 보고 장택상은 2월 14일 신동운, 김의현, 백남석 등을 각각 체포하여 심문하였다. 그리고 4월 8일 인천 화평동에 숨어있던 유근배를 체포하고 같은 날 한현우를 수색하여 그날 10시 20분 서울 신당동에서 한현우를 체포하였다.

### 재판과 진술
재판정에 선 한현우는 법정에서 진술하기를 “왜 송진우 선생을 죽였냐”고 물으니 “좌익에선 여운형, 우익에선 송진우가 나라를 망치려 해서 둘 다 죽이려고 했다.”고 진술하였다. 한민당계열의 성토가 있었지만 그를 옹호하는 방청객도 존재했다.
한현우는 이어 '둘 다 죽일 생각이었는데, 먼저 여운형 선생을 죽이려고 따라다녔다. 한다. 그러다 한현우는 종로3가 파고다공원 근처에서 여운형이 걸어오는 걸 보고 죽이려 했는데, 그가 멀리서 자신을 알아보고 “아, 현우군! 오랜만일세” 하고 다가와서는 어깨를 탁탁 두드리니 차마 못 죽이겠더라는 것'이었다. 고 진술했다. 한현우는 이어 송진우를 암살한 거사를 두고 이승만과 김구가 자신들을 애국자라고 칭송했음을 거듭 주장했다. 뒤에 한현우에 대해, 언론인 송건호는 한현우가 국수적 민족주의 광신자 라고 평가했다. 일본 유학을 다녀왔던 평안남도 출신 한현우는 월남 청년의 한 사람이었으며 민족주의 광신자의 한 사람이 되었다.

## 암살의 배후
해방 당시 한때 송진우가 건준에 반대하고 여운형, 박헌영에 반대했으며, 좌파와의 협력을 놓고 안재홍과 갈등을 벌인 것을 두고 한민당세력에서는 '송진우의 암살 배후는 좌파 진영'이라고 주장했다.
후일 강원룡의 증언에 의하면 "장택상이 술자리에서 미군정 인사에게 “송진우 암살사건 배후에 김구가 있었다” “경교장에서 모인 날 싸워서 그렇게 됐다”는 식으로 얘기했다는 겁니다(로빈슨 저 ‘미국의 배반’ 참조). 라고 회고했다. 그러나 장택상이 미군정 인사에게 김구 배후설을 제기하기 이전에 미군정 사령장관 존 하지는 송진우 암살을 김구로 봤다.
송진우 암살 사건이 전해지자 하지 사령관은 송진우 암살의 배후로 김구를 지목하고 1946년 1월 1일 다시 김구를 미군정청으로 소환하여 경고를 주었다.
강원룡은 후에 회고하기를 한현우가 두 사람을 다 죽이고자 했다면 김구 선생이 개입됐을 리는 없습니다. 김구 선생은 1947년 장덕수 선생 암살 배후로도 의심받아서 미군정이 그를 법정에 불러내 조사하려 한 일이 있죠."라고 김구의 개입 가능성을 부정했다. 또한 강원룡은 김구 선생과는 무관하다고 봅니다. 강원룡은 '미국 사람들이 송진우 선생을 죽인 배후에 김구 선생이 있다고 봤다면 거기에는 정치적인 음모가 있을 겁니다. 미군정은 김구 선생을 싫어했으니까.'라고 회고했다.
존 하지 사령관과 미군정에서는 김구를 송진우의 암살범으로 봤다. 훗날 미국의 역사학자 브루스 커밍스는 송진우의 암살 배후를 김구로 지목했다.
당시 경찰의 책임자의 한사람이었던 조병옥도 김구를 송진우의 암살 배후로 지목했다. 훗날, 국립경찰의 책임자였던 조병옥은 미국인들과의 술자리를 함께 하면서 술에 취해 말하기를, 송진우가 우파 내에서의 중도적인 입장을 견지하면서 영향력을 행사하는 것을 꺼려한 김구가 암살자를 고용하여 그를 죽였다는 사실을 자기는 알고 있다고 털어놓았다고 한다.

## 결과
송진우 암살 이후 장택상과 한민당 인사들은 김구와 임시정부를 부정적으로 보게 되었다. 장택상 암살 사건의 재판에는 암살 사주를 의심받았던 김구가 재판에 소환되었다. 김구는 재판에서 암살 사주한 사실을 부정하였지만, 많은 이들은 김구가 여러 암살 사건의 배후라고 하였다.

## 기타
당시 한국에 있던 미국의 라우터 백은 송진우가 훈정설을 지지했기 때문에 암살당한 것이라 봤다. '암살된 이유는 훈정을 지지하였기 때문인 것으로 알려져 있다.'는 것이다.
1945년 12월 말 서울에 도착하여 일주일간 체류한 미국의 한 기자는 '민주당 영수는 "우리들은 미군이 적어도 2년 동안은 머물러 있기를 원한다. 만일 미군이 지금 떠나게 되면 공산주의자들이 권력을 잡게 될 것이다. 왜 그러냐 하면 그들은 우리들보다 조직이 더 잘 되어 있기 때문이다."라고 답했다.'고 하였다.

## 같이 보기
| - 송진우 - 백의사 - 김구 - 장덕수 피살 사건 - 안공근 피살 사건 - 여운형 피살 사건 - 김립 암살 사건 - 김형욱 실종 사건 - 한현우 - 유근배 - 유진산 - 한지근 - 장덕수 - 여운형 - 9·28 사건 - 10·26 사건 | - 정치 테러 - 김구 피살 사건 - 장면 부통령 암살 미수 사건 - 박정희 대통령 암살 사건 - 윤보선 암살 미수 사건 - 김영삼 질산테러 사건 - 김대중 납치 사건 - 김원봉 - 박헌영 - 김규식 - 여운홍 |

## 참고 자료
- 브루스 커밍스, 《일월총서 71 한국전쟁의 기원》(브루스 커밍스, 김자동옮김, 최옥자펴냄, 일월서각, 1986) 2001년판
- 강준만, 《한국현대사산책:1940년대편 1》 (인물과 사상사, 2006)
- 고하송진우전기편찬위원회, 《고하 송진우 선생전》 (고하송진우전기편찬위원회, 동아일보사, 1965)
- 김구, 《백범어록》(도진순 엮고 보탬, 돌베게, 2007.11)
- 도진순, 《한국 민족주의와 남북관계: 이승만・김구시대의 정치사》 (서울대학교출판부, 1997)
- 서울대학교 한국교육사고, 《한국정당사/사찰요람》 (서울대학교 한국교육사고, 1994)
- 라우터 백, 《한국 미군정사》 (국제신문사 출판부, 1948)